# Upita
Upita je říčka na západě Litvy, na území okresu Klaipėda, levý přítok řeky Veiviržas (31,1 km od jeho ústí do řeky Minija).

## Průběh toku
Pramení 1 km na sever od vsi Daugėlai, 7 km na jihozápad od Endriejava. Zpočátku teče na západ, na sever or vsi Šukaičiai se stáčí na jih a tuto ves míjí po jejím východním okraji, dále táhlým obloukem od jihovýchodu míjí městys Veiviržėnai, přičemž postupně stále více meandruje a přibírá zleva (od východu) svůj největší přítok Šlūžmė. Do Veivirže se vlévá od jihovýchodu, 2 km na jihozápad od Veiviržėnů.

## Přítoky
- Levý: Šlūžmė (vlévá se 1,6 km od ústí)

- Pravý: Skiemuo (2,3 km)